# Петрук Роман Ігорович
Роман Ігорович Петрук народився 14 жовтня 1991 року в м. Луцьк. Український художник, педагог. Працює в галузі живопису, графіки, монументального та сакрального мистецтва. Член Національної спілки художників України (з 2015 р.) Лауреат Премії імені М. Дерегуса в галузі образотворчого мистецтва (2016 р.) Лауреат Премії Київського міського голови за особливі досягнення молоді у розбудові столиці України – Міста-героя Києва у номінації «Творчі досягнення» (2019 р.) Заслужений діяч мистецтв України (2019 р.), доцент (2021 р.)

## Життєпис
У 2015 р. з відзнакою закінчив Національну академію образотворчого мистецтва і архітектури, здобув ступінь магістра за спеціальністю «Образотворче мистецтво», здобув кваліфікацію художник-живописець-монументаліст, дослідник, викладач. Керівник — дійсний член (академік) НАМ України, народний художник України, лауреат Державної премії України імені Тараса Шевченка (1988), професор Микола Андрійович Стороженко.
У 2018 р. закінчив асистентуру-стажування Національної академії образотворчого мистецтва і архітектури за спеціальністю «Образотворче мистецтво». Керівник —  Олександр Цугорка.
Педагоги з фаху — І. Ковтонюк, В. Баринова-Кулеба, А. Блудов, А. Цой, Н. Білик, І. Пилипенко, О. Соловей, А. Твердий.
З 2018 р. на педагогічній роботі у Київській державній академії декоративно-прикладного мистецтва і дизайну імені Михайла Бойчука.
Експерт Експертних рад Українського культурного фонду (2020, 2021, 2022, 2023).

## Творча діяльність
Роман Петрук – майстер глибокопсихологічної  художньої передачі людського образу у фарбах. Віртуозно поєднує класичну школу рисунка й живопису із експресивно-символічною манерою візуалізації образів.
Автор понад 1000 творів образотворчого та декоративно-прикладного мистецтва, більше 300 з яких увійшли до альбому-монографії «Полотно душі», виданого у 2020 році (Роман Петрук. Полотно душі: Альбом-монографія / Упоряд. Р. Петрук. – Нью-Йорк: Алмаз, 2020. – 624 с.: іл.)
Організував та провів більше 10 персональних виставок, зокрема, у Волинській організації НСХУ (2011 р., 2013 р., 2014 р., 2019 р., 2020 р.), Національному університеті «Острозька академія» (2017 р.), Чернігівському музеї сучасного мистецтва «Пласт-Арт» (2017 р.), Публічній бібліотеці імені Лесі Українки (2018 р.), Музеї-майстерні І. П. Кавалерідзе (2018 р.), Одеській обласній організації НСХУ (2018 р.), Українському гуманітарному ліцеї (2018 р.), Київській державній академії декоративно-прикладного мистецтва і дизайну імені Михайла Бойчука (2019 р.), Державній казначейській службі України (2021 р.) 
Учасник понад 70 всеукраїнських і міжнародних виставок та пленерів, неодноразово працював у складі журі конкурсів з образотворчого та декоративно-прикладного мистецтва. 
Твори зберігаються у фондах НАОМА, приватних та музейних колекціях України, за кордоном.

## Вибрані твори
- «Сива ластівка» (2010).
- «Вдивляючись туди» (2010).
- «Ноктюрн» (2011).
- «Художниця Наталія Мелесь» (2012).
- «Муза» (2012–2014).
- «Post-Чорнобиль. Птаха» (2013).
- «Лісова пісня» (2013–2015).
- «Піснею стати» (2014).
- «Мавка» (2014).
- «Містерія незламності» (2014).
- «Спас Нерукотворний» (2014).
- «Портрет Учителя. Микола Стороженко» (2014–2015).
- «Актор Владислав Писаренко» (2014–2015).
- «Апостол. Микола Стороженко» (2014–2016).
- “Au revoir” (2015).
- «Незалежна» (2015–2017).
- «Богородиця Ніжності» (2015–2017).
- «Художниця Віра Кулеба-Баринова» (2016).
- «Народження Зірки» (2016–2018).
- «Василь Чебаник. Батько абетки щирої мови України» (2017).
- «Доля» (2017).
- «Оксамитовий погляд» (2017).
- «Художниця Валентина Виродова-Готьє» (2017).
- «Раїса Стороженко» (2017).
- «Пісня. Тарас Компаніченко» (2017).
- «Автопортрет. Тіням забутих предків» (2017).
- «Художниця Дженніфер Анорує» (2017).
- «Щодня закохана. Художниця Олена Бурдаш» (2017).
- «Намалюй мене» (2017).
- «Царівна» (2019).
- «Княгиня Ольга» (2019).
- «Раїса Недашківська. Народна артистка України» (2020).
- «Непізнана. Ганна Собачко-Шостак» (2020).
- «Промінь мрії. Леся Українка» (2020).
- «У полоні мрій» (2020).
- «За день до…» (2020).
- «Насущний» (2020).
- «Письменник-екзистент В'ячеслав Медвідь» (2020).
- «Інший. Іван Марчук» (2020).
- «Григорій Сковорода» (2020).
- «Луцьк. Весна в старому місті» (2022).
- «Повітряна тривога» (2022).
- «Розстріляна тиша» (2022).
- «Пам’ять» (2022).

## Нагороди та відзнаки
- - Подяка Голови Печерської районної в місті Києві державної адміністрації (2023).
  - Номінант Всеукраїнського конкурсу «Молодий вчений року» в номінації «Культура і мистецтво» за результатами діяльності у 2022 році (2023).
  - Почесна грамота Українського фонду культури імені Бориса Олійника (2022).
  - Почесний диплом Національної академії мистецтв України (2022).
  - Подяка Київського міського голови за багаторічну сумлінну працю, вагомий особистий внесок у розвиток національної освіти та підготовку висококваліфікованих спеціалістів галузі культури і мистецтва (2022).
  - Лауреат Всеукраїнського конкурсу «Молодий вчений року» в номінації «Образотворче мистецтво, декоративне мистецтво та реставрація» за результатами діяльності у 2021 році (2022).
  - Вчене звання доцента кафедри монументально-декоративного і сакрального мистецтва (2021).
  - Заслужений діяч мистецтв України (2019).
  - Лауреат премії Київського міського голови за особливі досягнення молоді у розбудові столиці України – Міста-героя Києва в номінації «Творчі досягнення» (2019).
  - Грамота Київської державної академії декоративно-прикладного мистецтва і дизайну імені Михайла Бойчука (2018).
  - Диплом І ступеня Другої всеукраїнської виставки-конкурсу образотворчого та декоративно-прикладного мистецтва. Міжнародний фонд Національної академії мистецтв України (2017).
  - Лауреат премії імені М. Г. Дерегуса в галузі образотворчого мистецтва (2016).
  - Медаль «Трудова слава» Міжнародної академії рейтингових технологій і соціології «Золота фортуна» (2016).
  - Член Національної спілки художників України (з 2015).
  - Лауреат премії імені В. Зарецького (2012, 2014).
  - Лауреат премії ім. К. Єлеви (2014).
  - Лауреат премії ім. В. Пузиркова (2013).
  - Диплом І ступеня Чотирнадцятого обласного конкурсу на кращу писанку «Волинська писанка третього тисячоліття» (2008).
  - Почесна грамота управління культури і туризму Волинської обласної державної адміністрації (2008).
  - «Людина року» Волинського краю (2008).
  - Подяка Луцького міського голови (2008).
  - Подяка управління культури і туризму Волинської обласної державної адміністрації (2007).[1]